# Papaver rhoeas subsp. strigosum
Papaver rhoeas subsp. strigosum é uma subespécie de planta com flor pertencente à família Papaveraceae. 
A autoridade científica da subespécie é Boenn.. Trata-se de uma subespécie presente no território português, nomeadamente em Portugal Continental, no Arquipélago dos Açores e no Arquipélago da Madeira. Em termos de naturalidade é nativa de Portugal Continental e do Arquipélago dos Madeira e introduzida no Arquipélago dos Açores.

## Protecção
Não se encontra protegida por legislação portuguesa ou da União Europeia.